# Apollo och Daphne
Apollo och Daphne är en skulptur av Giovanni Lorenzo Bernini, utförd åren 1622–1625 för kardinal Scipione Borghese. Skulpturen föreställer nymfen Daphnes flykt undan Apollo; motivet är hämtat från Ovidius Metamorfoser.